# Larissa Crummer
Larissa Rose Crummer, née le 10 janvier 1996 à Nambour, est une footballeuse internationale australienne qui joue comme attaquante pour Brisbane Roar en W-League et l'équipe nationale féminine d'Australie. Elle a précédemment joué pour les clubs de la W-League Melbourne City (en), Sydney FC (en) et Newcastle Jets (en).

## Biographie

### Jeunesse
Élevée à Tewantin, dans le Queensland, une ville située dans la région australienne de la Sunshine Coast, Larissa Crummer commence à jouer au football à l'âge de 5 ans.
Larissa Crummer marque 12 buts en compétition nationale en 2011 et joue pour l'équipe victorieuse de la Brisbane Premier League le Peninsula Power FC (en). Elle étudie à la Kawana Waters State College Football School of Excellence.

### Carrière en club

#### Sydney FC
À l'âge de 16 ans, Larissa Crummer fait ses débuts professionnels pour le Sydney FC (en) au cours de la saison 2012-13.

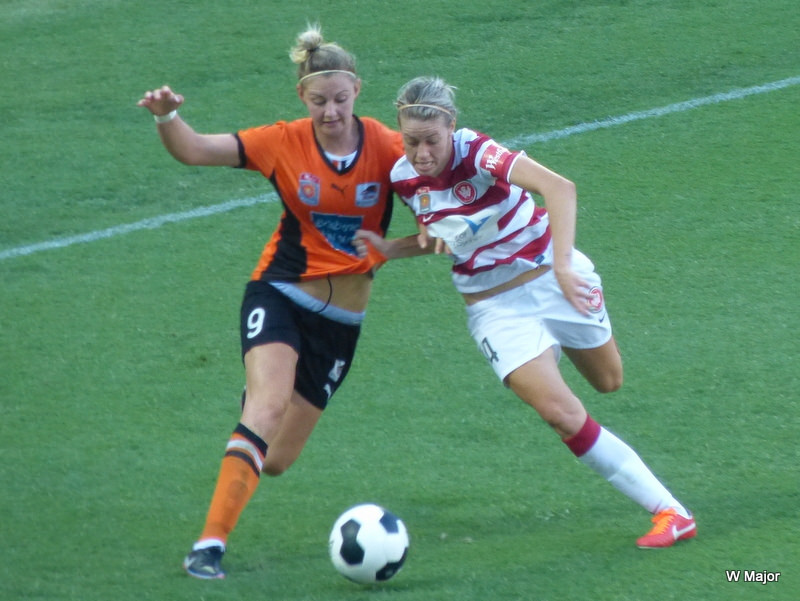
Larissa Crummer (à gauche) jouant pour Brisbane Roar en 2014.

#### Brisbane Roar
La saison suivante, elle retourne dans le Queensland pour jouer pour Brisbane Roar pour la saison 2013-14. Elle fait 13 apparitions au cours de la saison et marque un but. L'équipe se qualifie pour les demi-finales où elle bat Canberra United 2-1, mais perd 2-0 en finale face à Melbourne Victory (en).
Larissa Crummer reste dans le club la saison suivante et fait dix apparitions. L'équipe termine à la sixième place de la saison régulière.

#### Melbourne City
En septembre 2015, Larissa Crummer signe avec Melbourne City (en). Lors du premier match de la saison de l'équipe contre le Sydney FC , elle marque le tout premier but de l'équipe à la 11e minute et suivi d'un autre dans les six dernières minutes de la première mi-temps. Le 21 novembre, elle marque un doublé pour vaincre son ancienne équipe de Brisbane Roar 4-0. Le 6 décembre, elle marque un doublé contre Melbourne Victory contribuant à la victoire 4-0 sur l'équipe rivale.
En mai 2016, Larissa Crummer signe un prêt avec le club victorien NPLW Alamein FC.
Elle retourne à Melbourne City pour la saison 2016-17 de la W-League, mais après avoir fait seulement trois apparitions, sa saison est écourtée à cause d'une blessure au pied en janvier 2017.
Larissa Crummer effectue une nouvelle saison avec Melbourne City. Elle participe à 8 matchs et marque 3 buts. Melbourne City remporte son troisième championnat consécutif de la W-League.

#### Seattle Reign FC
En janvier 2017, Larissa Crummer signe avec le Seattle Reign FC pour la fin de la saison 2016-17 . En raison d'une blessure, elle n'apparaît qu'à 4 reprises avec Seattle, en marquant tout de même un but. Elle est libérée par le club en février 2018.

#### Newcastle Jets
Le 20 août 2018, Larissa Crummer signe un contrat d'un an avec le Newcastle Jets (en) pour la saison 2018-19 de la W-League. À la suite d'une blessure à la jambe avec son, elle annonce manquer la saison 2019-2020 de la W-League.

#### Retour avec le Brisbane Roar
En février 2021, Larissa Crummer retourne au Brisbane Roar.

### Carrière internationales
À l'âge de 14 ans, Larissa Crummer est appelé chez les Young Matildas (en). Elle fait ses débuts avec les Matildas et marque son premier but international contre les Pays-Bas en mars 2015. La même année, elle est la plus jeune joueuse de l'équipe à la Coupe du monde féminine de 2015 au Canada où elle fait deux apparitions avec l'Australie,.
Larissa Crummer est de nouveau appelée dans l'équipe pour le tournoi de qualification olympique féminin de l'AFC 2016, mais elle se blesse au genou lors d'un match d'entraînement avant la compétition et est remplacée dans l'équipe par Ashleigh Sykes (en). Elle récupère à temps pour être appelée dans l'équipe olympique des Matildas, où elle fait deux apparitions en tant que remplaçante.
Elle est de nouveau convoquée dans l'équipe australienne pour la Coupe d'Asie féminine de 2018, mais elle ne participe à aucun match. L'Australie termine deuxième et se qualifie pour la Coupe du monde féminine de 2019.

## Statistiques

### Buts internationaux
| N° | Date            | Lieu                                                | Adversaire | Score | Résultat | Compétition                        |
| -- | --------------- | --------------------------------------------------- | ---------- | ----- | -------- | ---------------------------------- |
| 1  | 4 mars 2015     | Stade GSZ à Larnaca à Chypre                        | Pays-Bas   | 1-0   | 1-0      | Coupe féminine de Chypre 2015 (en) |
| 2  | 23 juillet 2016 | Stade Presidente Vargas à Fortaleza au Brésil       | Brésil     | 1-0   | 1-3      | Match amical                       |
| 3  | 28 février 2018 | Albufeira Municipal Stadium à Albufeira au Portugal | Norvège    | 4-3   | 4-3      | Algarve Cup 2018                   |
| 4. | 26 mars 2018    | Perth Oval à Perth en Australie                     | Thaïlande  | 5-0   | 5-0      | Match amical                       |

## Palmarès

### En club
- Sydney FC (en)
  - W-League Championship: 2012–13
- Melbourne City (en)
  - W-League Championship: 2015–16, 2016–17
  - W-League Premiership: 2015–16

### Individuel
- Soulier d'or féminin de A-League (en): 2015–16
- W-League Jeune joueuse de l'année: 2015–16